# Медаль «За подготовку» (Сирия)
Медаль «За подготовку» — государственная награда Сирийской Арабской Республики.

## История
Точная дата учреждения медали «За подготовку» неизвестна. Нередко учреждение медали связывают с сирийской кампанией на Голанских высотах в 1973-1974 годах в рамках боевых действий Войны Судного дня, однако точно известно, что награда вручалась раньше.
Медаль была учреждена для награждения офицеров-командиров от роты и выше за успехи в обучении личного состава, а также иностранным военным советникам.
Медаль могла вручаться многократно: повторные награждения отмечались добавлением бронзового дубового листа на ленту.
Часто, в советских и российских источниках, медаль ошибочно называют орденом, а также делят на степени.

## Описание
Медаль представляет собой пятиконечную звезду с прямыми заострёнными лучами с каймой, с выступающим от основания до половины луча сиянием в виде прямых коротких лучиков. В центре круглый медальон с тонкой каймой покрытой серебряной краской. В медальоне композиция, покрытая серебряной краской: на винтовку с штык-ножом и в косое перекрестие к ней якорем, с горизонтально положенными крыльями, положена каска зелёной эмали, на которую, в свою очередь, положен факел, пламя красной эмали которого выходит за пределы медальона на верхний луч. Надписи на арабском языке: внутри медальона «Обучаясь в мире, оберегаем от боли в войне», внизу на кайме на ленте — «Медаль Подготовки».
Медаль при помощи кольца крепится к ленте.
Лента муаровая, шириной 31 мм, трёх равновеликих полос: голубой, голубовато-белой, зелёной.
Нередко ошибочно цвета ленты представляют как чёрный, серый и чёрный.

## Описание медали на пятиугольной колодке
Вариант медали «За подготовку» на стандартной пятиугольной колодке был учреждён в разгар боевых действий на сирийско-израильском фронте и предназначался для награждения советских военных специалистов в Сирии.
Знак медали представляет собой пятиконечную звезду с прямыми заострёнными лучами с каймой, с выступающим от основания до половины луча сиянием в виде прямых коротких лучиков. В центре круглый медальон с тонкой каймой покрытой серебряной краской. В медальоне композиция, покрытая серебряной краской: на винтовку с штык-ножом и в косое перекрестие к ней якорем, с горизонтально положенными крыльями, положена каска зелёной эмали, на которую, в свою очередь, положен факел, пламя красной эмали которого выходит за пределы медальона на верхний луч. Надписи на арабском языке: внутри медальона «Обучаясь в мире, оберегаем от боли в войне», внизу на кайме на ленте — «Медаль Подготовки».
Знак медали при помощи ушка и кольца соединяется с пятиугольной колодкой, обтянутой шелковой, муаровой лентой.
Лента состоит из трёх равновеликих полос: голубой, голубовато-белой, зелёной. Ширина ленты — 24 мм. В центре ленты располагается накладка из жёлтого металла в виде лавровой ветви длиной 12 мм.